# 新川愛実
新川 愛実（あらかわ めぐみ、2月7日 - ）は、日本の女性声優。千葉県出身。EARLY WING準所属。2021年2月頃までは川野 愛実（かわの めぐみ）名義で活動していた。

## 人物
趣味・特技に散歩、イラスト、読書、着物の着付け、バスケットボールを挙げる。
2020年12月に同事務所所属の小川大介、大澤風香とともに、子供向け知育YouTubeチャンネル「もうい〜かい!」を開設。こねこのむーとして声の出演をするほか、動画編集も新川が担当した。2021年6月からは同事務所のMAKIKOを中心としたボードゲームを取り扱うYouTubeチャンネル「Candy Box」に小川大介、喜多田悠とともに参加している。

## 出演
太字はメインキャラクター。

### テレビアニメ
- 放課後さいころ倶楽部（2019年[6]）
- うまゆる（2022年、ウマ娘A[7]、観客[8]、霊の声[9]）
- 誰ソ彼ホテル（2025年、よっちん[10]、大外聖生〈子供時代〉[9]）

### Webアニメ
- うまゆる（2022年、ウマ娘A、観客、霊の声）

### ゲーム
- 輝星のリベリオン（2016年、キューピッド）
- 閃乱カグラ PEACH BEACH SPLASH（2017年、ザコ敵）
- ハイリゲンシュタットの歌（2017年、ペーター[11]）
- ファイトリーグ（2018年、白百合かおる）
- ラストピリオド -終わりなき螺旋の物語-（2020年、ウェイル）
- ガレリアの地下迷宮と魔女ノ旅団（2020年、パッチ[12]、人形兵[13]）
- 四ツ目神 -再会-（2021年、イミゴ[14]）
- メタファー：リファンタジオ（2024年）

### オーディオドラマ
- カーリング部、番外編。「カーリング部のゆるーい日常」（2021年、庵原真澄[15]）

### デジタルコミック
- 花にけだもの（ヒカル 他）
- 新宿スワン
- あのコの、トリコ。（2018年、東條昴〈幼少期〉）
- 奈落の花（2021年、本多つばさ）
- ハジメテノサツジン（2021年、神谷悠[16]）
- 君の声が好きすぎる（2021年、オタク友達）
- 明日からは清楚さん（2021年、あやの、女子生徒）
- 抱かないあなたと抱かれたいわたし（2021年、かんな）
- スモークブルーの雨のち晴れ（2023年、久慈の幼少期）[17]

### 吹き替え

#### アニメ
- どうぶつたんけん!ドゥダとダダ（2021年、カボ[18]）
- 神々の山嶺（2022年、羽生少年時代[19]）
- パウ・パトロール (ハロルド)

### ラジオ
※はインターネット配信。
- もうい〜よ!（2021年、E-波※）[20]
- Candy Box（2021年、E-波※）[21]

### ナレーション
- コミックファイア 12月の新刊&PICKUP!（2021年）[22]
- HJノベルス 12月の新刊!（2021年）[23]